# Félix Álvarez Palleiro
Félix Álvarez Palleiro (nascut el 26 maig de 1966 en  Santander, Cantàbria) és un actor, humorista, presentador de televisió, empresari i polític  espanyol. És conegut amb el sobrenom de Felisuco.

## Biografia
Va néixer a El Barri Pesquer de  Santander. Va estudiar E.G.B al Col·legi dels Salesians. Posteriorment, va aconseguir el títol de Tècnic en Programació de Gestió en finalitzar la seva FP 2n Grau. Va començar estudis d'Empresarials a la Universitat de Cantàbria, deixant-los al primer any per dedicar-se a treballar. En la seva joventut va treballar a  Santander com a professor d'Informàtica, venedor de cotxes i hostaler, regentant durant anys un bar a la capital càntabra. En 1995 va participar i va guanyar al concurs d'acudits  Genio y figura (Antena 3), presentat per Bertín Osborne. Un any després, el director de Genio y figura, Tomás Summer, el va convidar a participar en el programa Dels bons, el millor, presentat per  Arévalo i en el qual participava  Tip. Més tard col·laboraria en l'espai Canta, canta (Canal Nou), al costat de Maria Abradelo.
De tornada a Cantàbria, va presentar a  Telecabarga El deixant de la cultura i va col·laborar amb el cronista esportiu de la cadena COPE en Cantàbria, Walter García, a El racó de Walter, un magazín setmanal que tractava de forma humorística l'actualitat del  Racing de Santander. El programa va tenir un gran èxit a la regió.
La seva gran oportunitat li va arribar a 1998, quan va començar a treballar en el programa d'humor  L'informal de Telecinco, al costat de Florentino Fernández, Javier Capitán, Inma del Moral,  Patricia Conde i Miki Nadal. Al programa s'encarregava de realitzar entrevistes despreocupades. Es va mantenir en la plantilla de l'espai durant els quatre anys en què el programa va resistir en pantalla, amb notables audiències. Després de la seva etapa a  L'informal es va incorporar al magazín vespertí Al teu costat, que conduïa Emma García. Va ser co-presentador en aquest programa entre 2002 i 2006.
Paral·lelament es va poder veure al teatre en l'obra 5hombres.com i en 2006 va participar també al concurs ¡Mira quién baila!.
A partir de 2007 va col·laborar, periòdicament, en diferents espais de les cadenes  Quatre i La Sexta com Channel nº4 o Els irrepetibles. També va ser comentarista en les tertúlies racinguistes de COPE Cantàbria. A més va ser el director de Rakeros.com, un  periòdic de tirada regional a Cantàbria.
Va escriure un llibre juntament amb Walter García sobre la temporada 2007 - 2008 del Racing de Santander anomenat Marcelino, UEFA y vino. Va ser posat a la venda al desembre de 2008.
En 2009 es va incorporar al espectacle teatral Una parella de por, al costat de Josema Yuste. Aquest mateix any va participar en el curtmetratge La Bozina de Felip Gómez-Ullate. En 2010 va tornar a unir-se a Josema per a una nova versió de  El sopar dels idiotes, al costat de Agustín Jiménez. En 2015 va estrenar, també al costat de Josema Yuste, TAXI, també amb Pedro Reyes.